# أفيف حداد
أفيف حداد (بالعبرية: אביב חדד‏) هو لاعب كرة قدم إسرائيلي في مركز الدفاع، ولد في 4 فبراير 1984 في بيت أرييه في الضفة الغربية. لعب مع نادي بني يهودا تل أبيب ونادي مكابي تل أبيب.

## وصلات خارجية
- أفيف حداد على موقع قاعدة بيانات كرة القدم.إي يو (الإنجليزية)